# Нан (Франция)
Нан (фр. и окс. Nant) — коммуна во Франции, находится в регионе Окситания. Департамент — Аверон. Административный центр кантона Нан. Округ коммуны — Мийо.
Код INSEE коммуны — 12168.
Коммуна расположена приблизительно в 550 км к югу от Парижа.

## Население
Население коммуны на 2008 год составляло 920 человек.
| 1962 | 1968 | 1975 | 1982 | 1990 | 1999 | 2008 |
| ---- | ---- | ---- | ---- | ---- | ---- | ---- |
| 1057 | 1016 | 959  | 972  | 773  | 846  | 920  |

## Экономика
В 2007 году среди 470 человек в трудоспособном возрасте (15—64 лет) 339 были экономически активными, 131 — неактивными (показатель активности — 72,1 %, в 1999 году было 71,3 %). Из 339 активных работали 318 человек (172 мужчины и 146 женщин), безработных было 21 (5 мужчин и 16 женщин). Среди 131 неактивных 33 человека были учениками или студентами, 63 — пенсионерами, 35 были неактивными по другим причинам.

## Достопримечательности
- Бывший отель Эйроль, ныне мэрия (XVIII век). Памятник истории с 2007 года[3]
- Церковь Сен-Мишель[фр.] (XII век). Памятник истории с 2007 года[4]
- Мост через реку Дурби (XV век). Памятник истории с 1944 года[5]
- Крытый рынок (XVI—XVII века). Памятник истории с 1944 года[6]
- Церковь Сен-Пьер[фр.] (XII век). Памятник истории с 1993 года[7]
- Церковь Сент-Мари-де-Кюн[фр.] (XII век). Памятник истории с 1942 года[8]
- Часовня Сент-Мартен-дю-Викан[фр.] (XII век). Памятник истории с 1936 года[9]

## Фотогалерея

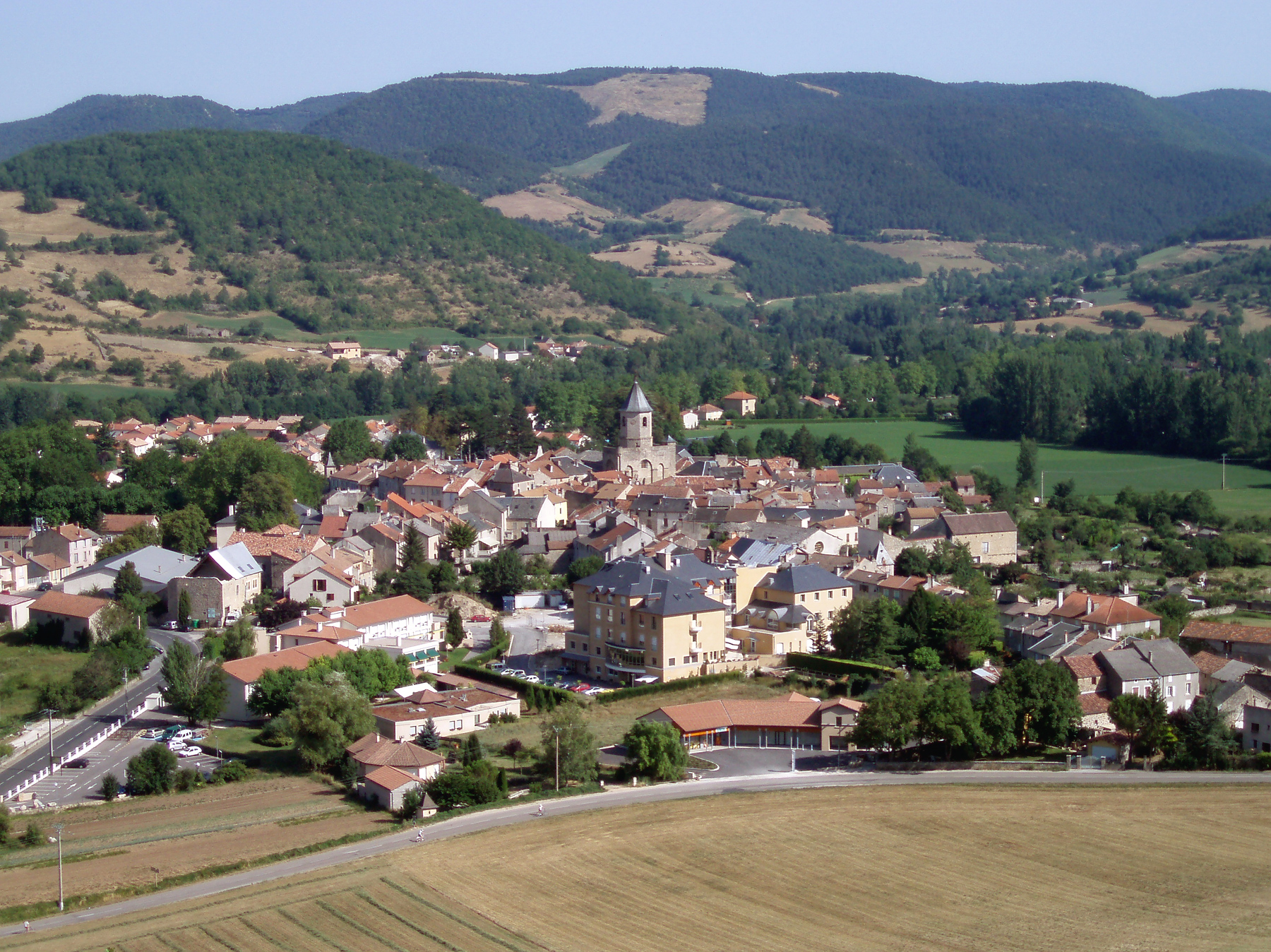
Нан
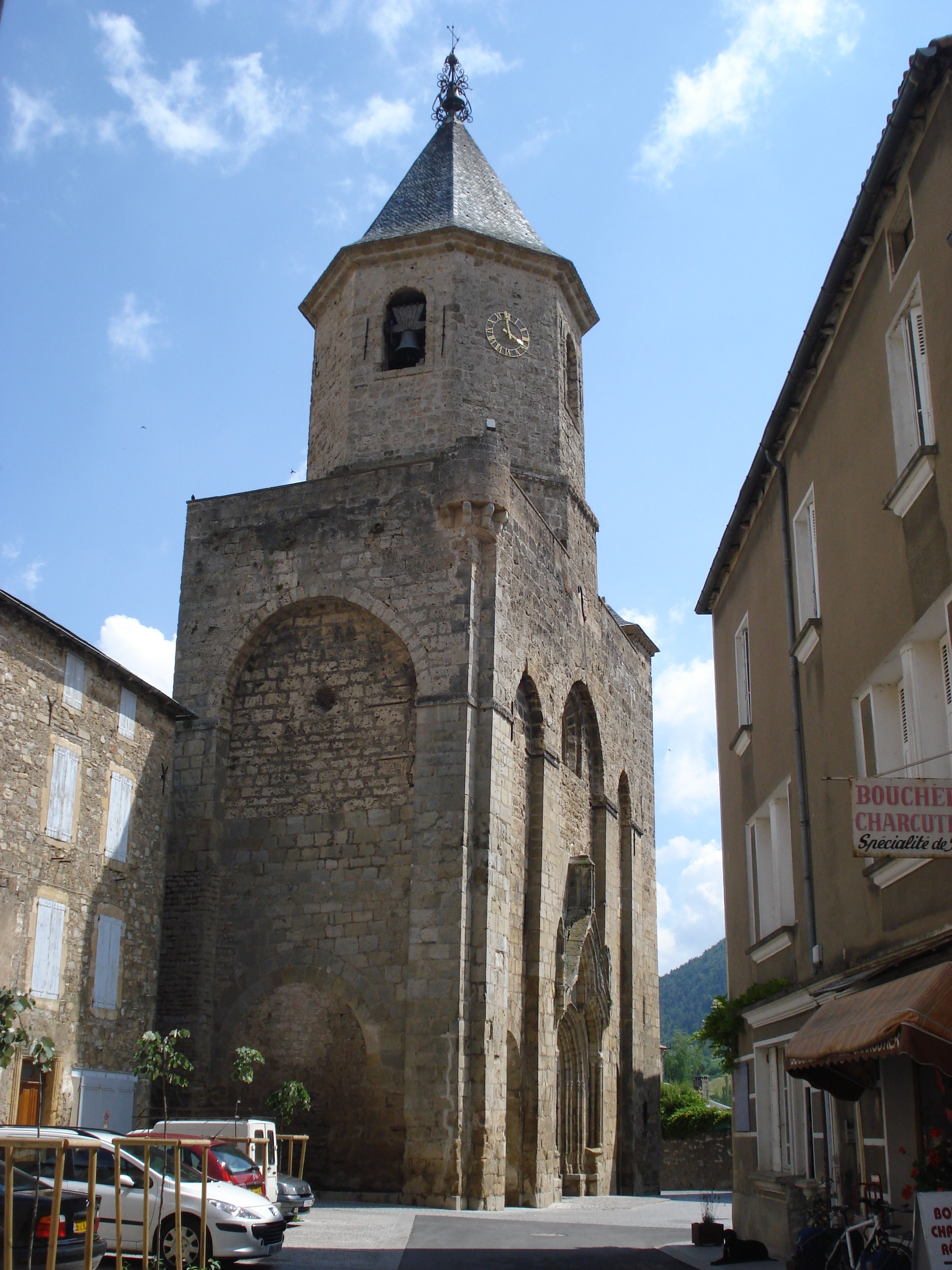
Церковь Сен-Пьер
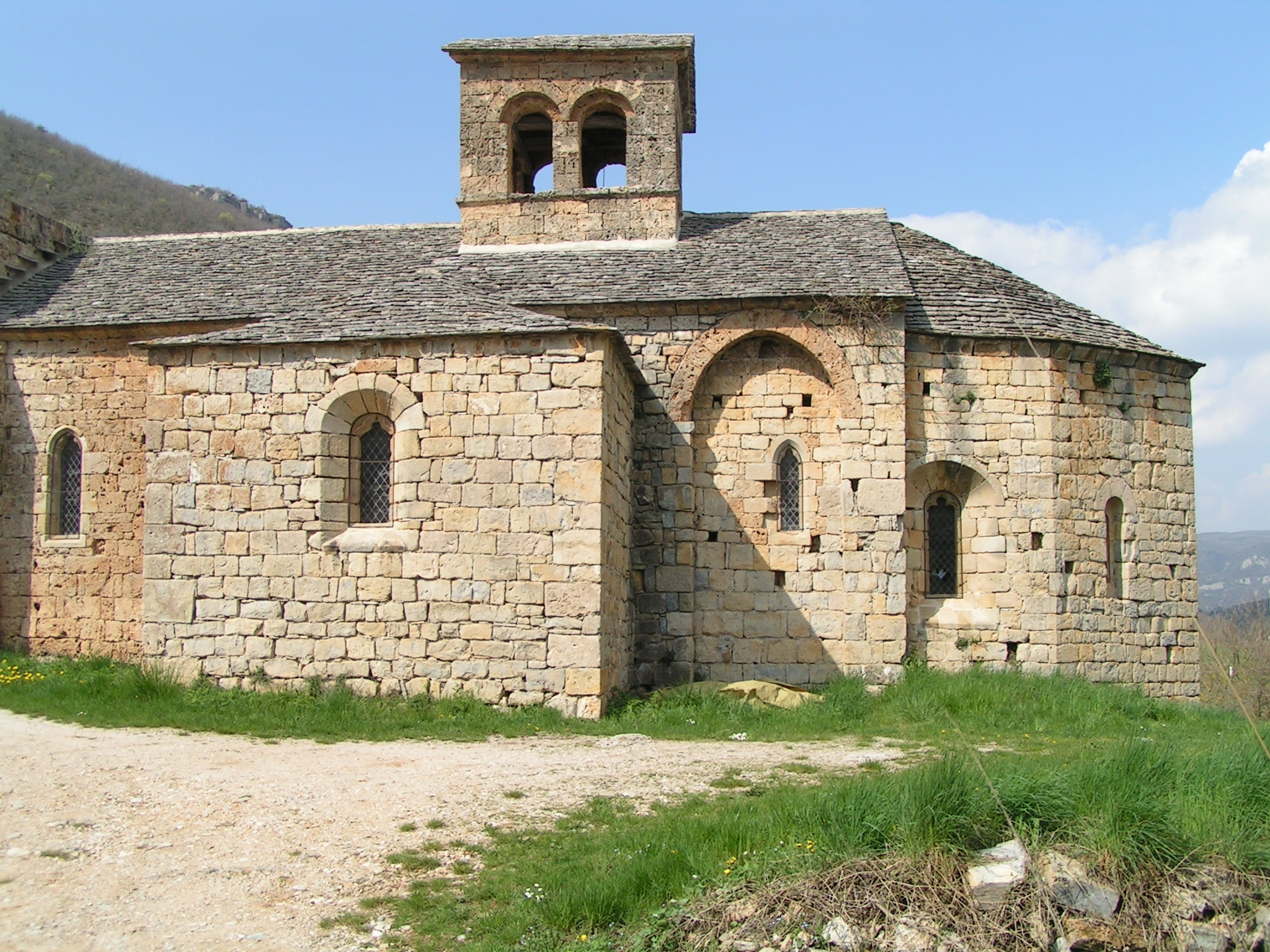
Церковь Сент-Мари-де-Кюн
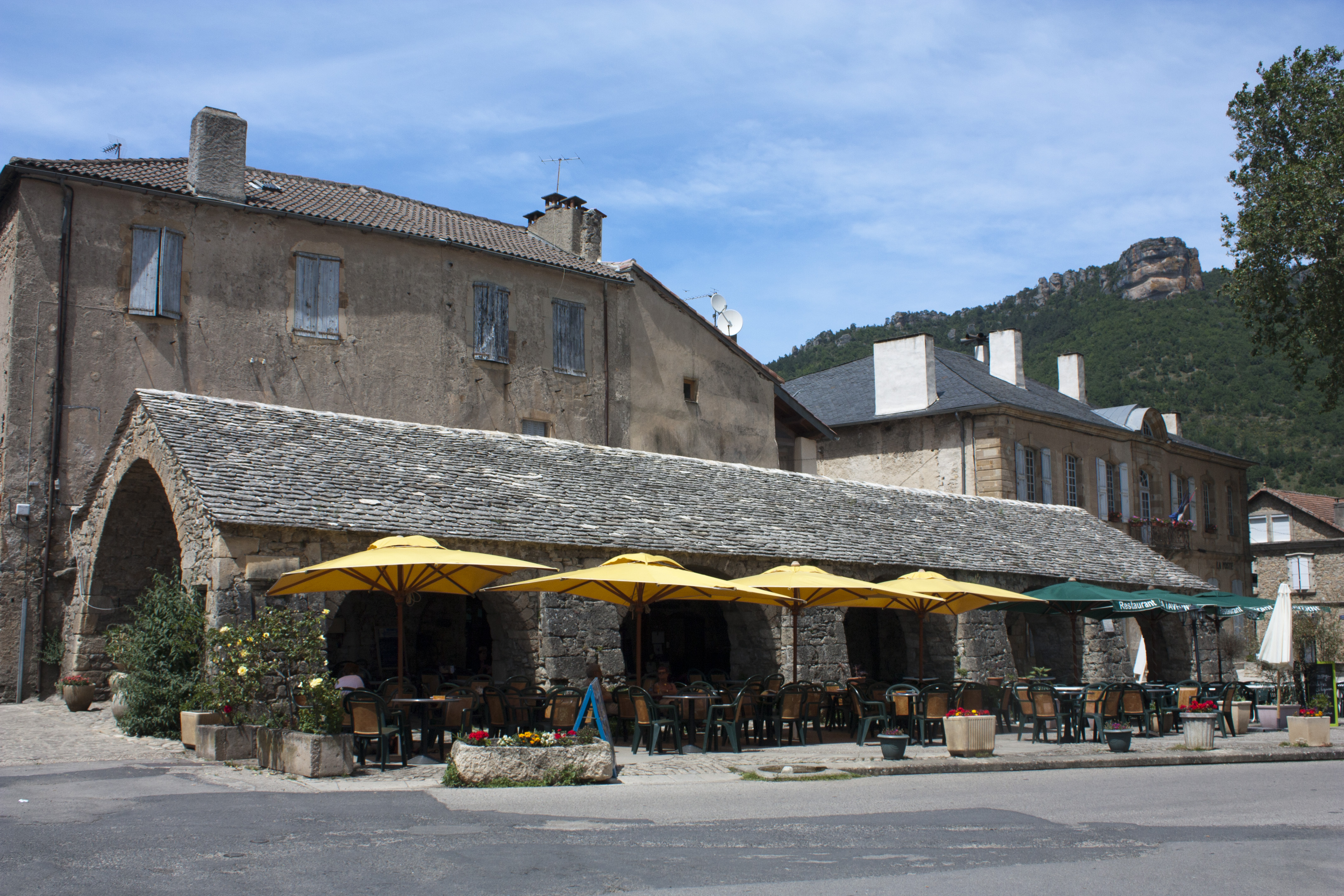
Крытый рынок